# 1972年ドイツ連邦議会選挙
1972年ドイツ連邦議会選挙（1972ねん ドイツ れんぽうぎかい せんきょ、ドイツ語: Bundestagswahl 1972）は、ドイツ連邦共和国（当時西ドイツ）の下院に該当するドイツ連邦議会（Deutscher Bundestag）の議員を選出するため1972年11月に行われた選挙である。

## 概要
1969年に発足したブラント政権の下で行われた総選挙である。69年の総選挙の結果、SPDはCDU/CSUに次ぐ第2党であったが第3党で中道政党のFDPとの連立でブラント政権が発足した。しかし、CDU/CSUとの議席差は12議席、連邦議会の過半数をわずか6議席しか上回っておらず、同政権が進めてきた東方外交に反発した与党議員が野党CDU/CSUに鞍替えしたことで、連邦議会内の与野党勢力比が野党優位になり、CDU/CSUによる建設的不信任（1972年4月27日に否決）が提案されるなど、政権運営に支障が出るようになった。この状況を打開すべく、議会を解散させるために信任動議を提出し、野党の反対多数で「否決」されたことで、議会を解散して行われた初めてのケースとなった。
この選挙では、ブラント首相が進める東方政策への賛否と、同首相に対する信任が大きな争点となった。

## 選挙データ
- 連邦首相：ヴィリー・ブラント（ドイツ社会民主党）
- 与党：社会民主党（SPD）＋自由民主党（FDP）
- 連邦議会定数：496議席（表決権が制限されている西ベルリンの22議席を除く）
- 選挙制度：小選挙区比例代表併用制（小選挙区248議席）

全体の議席は第2投票（政党への投票）の得票に応じて比例配分されるが、少数政党の乱立を防止する観点から、①全国集計で5％以上の得票を得る、②第1投票（選挙区候補者への投票、最多得票を得た候補が当選）で3名以上の当選者を出した、いずれかの要件を満たした政党にのみ比例配分される。尚、選挙区議席が比例配分議席を上回った場合は超過議席となる。

選挙制度に関する詳細はドイツ連邦議会#選挙制度を参照
- 有権者数：41,446,302名・・・1970年の改正で選挙権年齢は18歳に引き下げられた。

## 選挙活動

### 選挙ポスター

1972年ドイツ連邦議会選挙
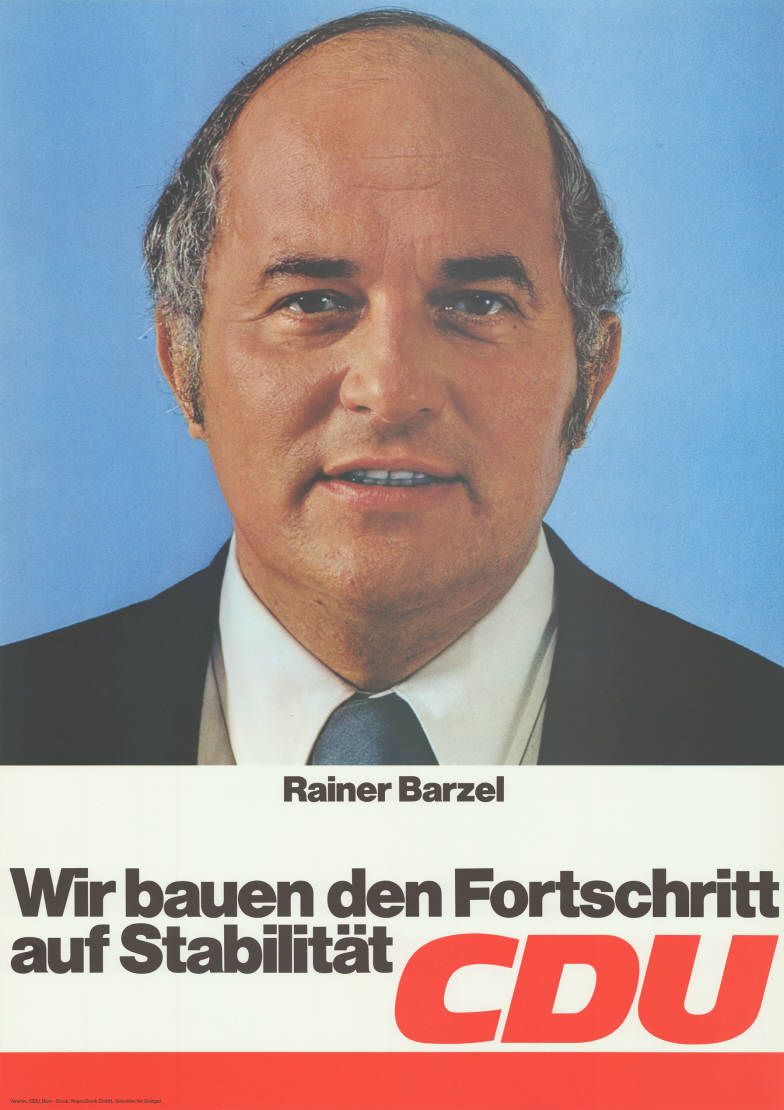
CDU
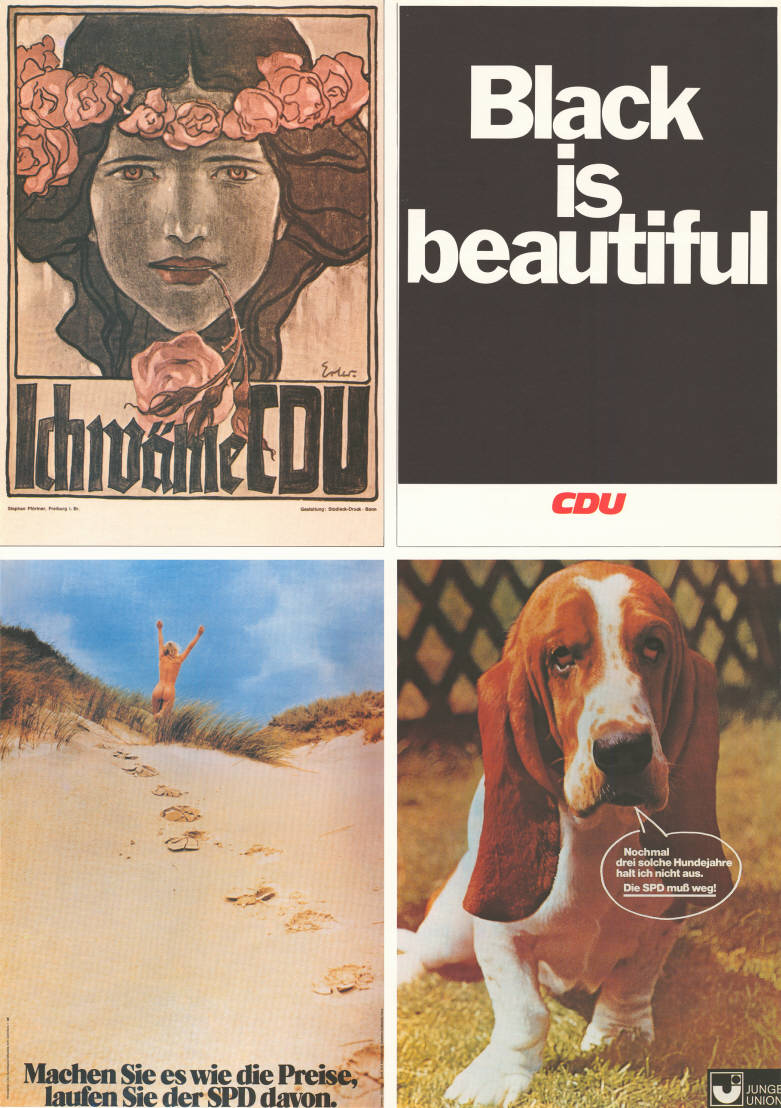
CDU
SPD
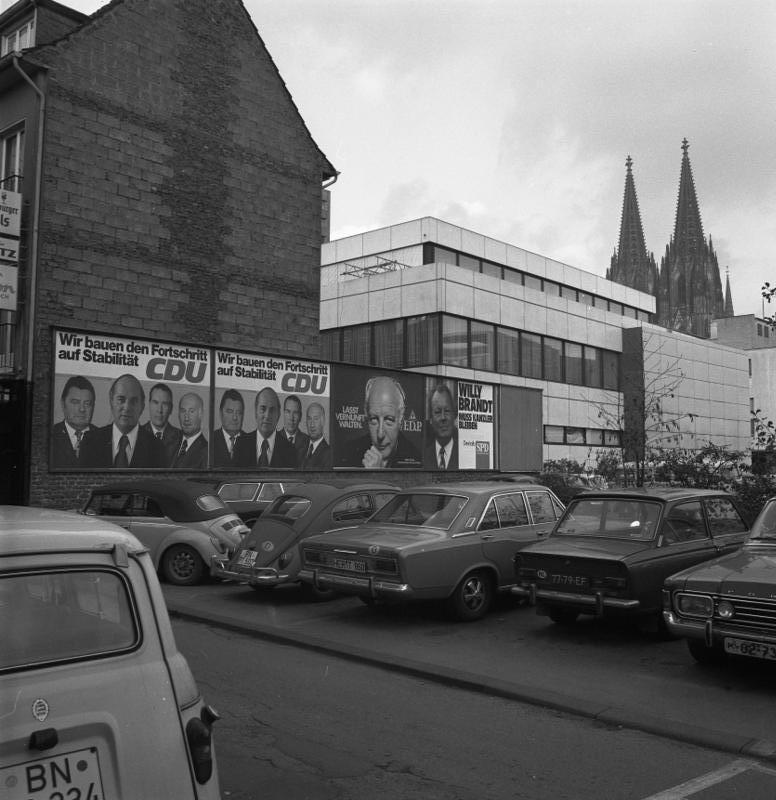
CDU/FDP/SPD

### リーフレット

1972年ドイツ連邦議会選挙
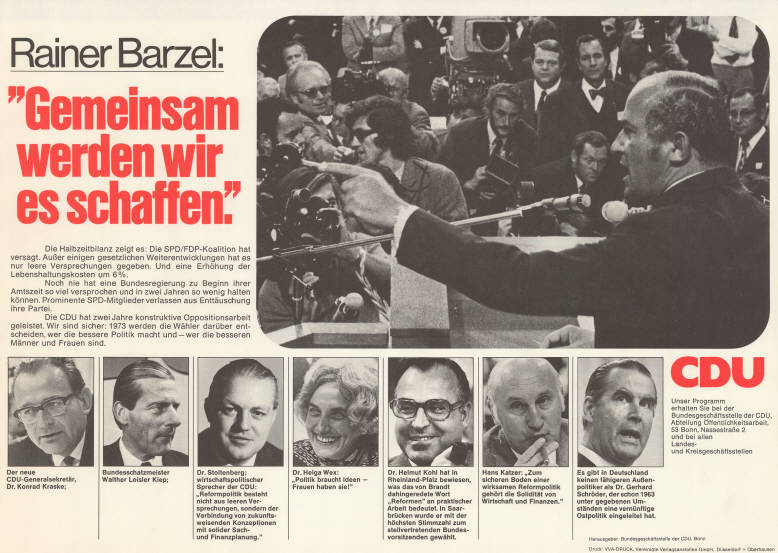
CDU
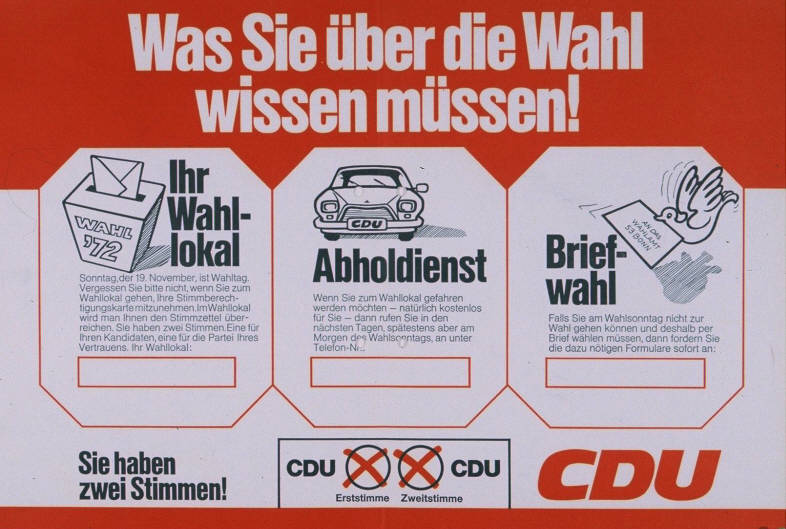
CDU

### 連邦公文書館コレクション

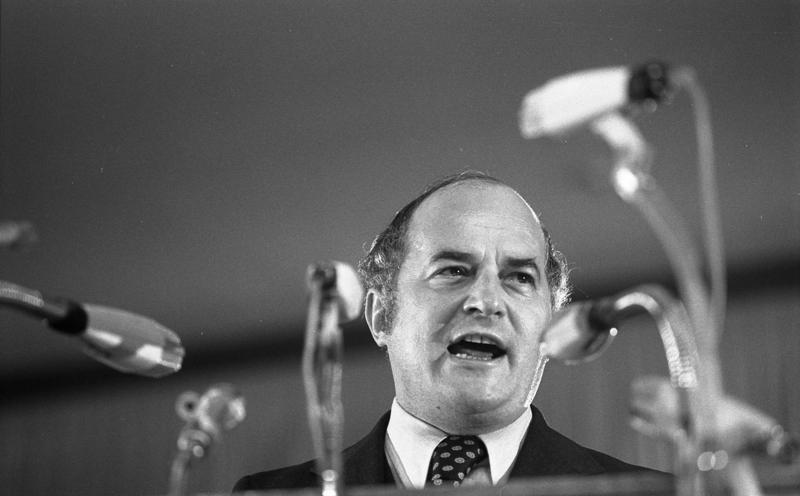
11月16日にケルンで演説するCDU党首のライナー・バルツェル
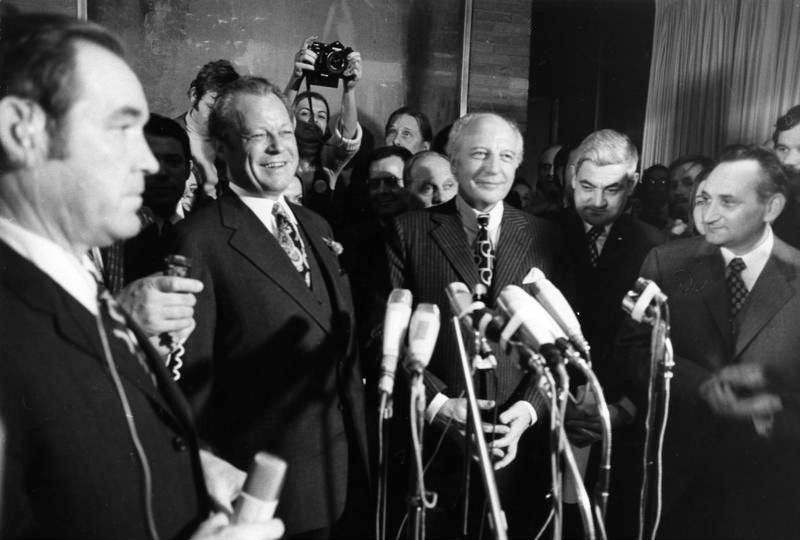
投票日の11月19日22時20分にボンで会見に臨むSPD党首のヴィリー・ブラントとFDP党首のヴァルター・シェール
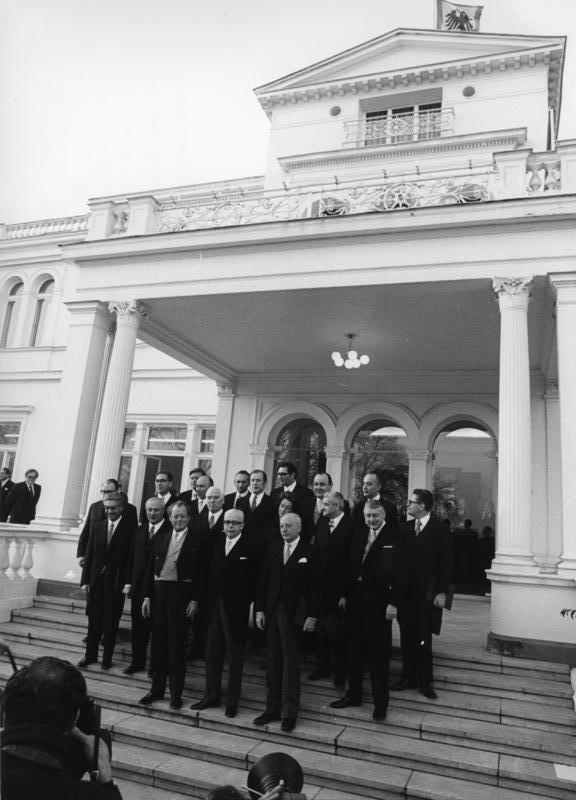
第2次ブラント内閣（ドイツ語版）就任式

## 選挙結果
- 投票日：1972年11月19日
- 投票者数：37,761,589名（投票率91.1％）・・・西ドイツ史上最高の投票率
- 有効投票数：37,459,750票（第2投票）

|      |                                                   |                                                   |            |            |            |          |          |            |                      |
| 党派 | 党派                                              | 党派                                              | 候補者投票 | 候補者投票 | 政党投票   | 政党投票 | 議席数   | 議席数     | 西ベルリン選出議席数 |
| 党派 | 党派                                              | 党派                                              | 得票数     | ％         | 得票数     | ％       | 全体議席 | （選挙区） | 1972-1976            |
|      | ドイツ社会民主党 (SPD)                            | ドイツ社会民主党 (SPD)                            | 18,228,239 | 48.9       | 17,175,169 | 45.850   | 230      | 152        | 12                   |
|      | キリスト教 民主・社会同盟 (CDU/CSU)               | キリスト教民主同盟 (CDU)                          | 13,304,813 | 35.7       | 13,190,837 | 35.213   | 177      | 65         | 9                    |
|      | キリスト教 民主・社会同盟 (CDU/CSU)               | キリスト教社会同盟 (CSU)                          | 3,620,625  | 9.7        | 3,615,183  | 9.650    | 48       | 31         |                      |
|      | 自由民主党 (FDP)                                  | 自由民主党 (FDP)                                  | 1,790,513  | 4.8        | 3,129,982  | 8.356    | 41       | 0          | 1                    |
|      | ドイツ国家民主党 (NPD)                            | ドイツ国家民主党 (NPD)                            | 194,389    | 0.5        | 207,465    | 0.554    | 0        | 0          |                      |
|      | ドイツ共産党 (DKP)                                | ドイツ共産党 (DKP)                                | 146,258    | 0.4        | 113,891    | 0.304    | 0        | 0          |                      |
|      | ヨーロッパ連邦党 (EFP)                            | ヨーロッパ連邦党 (EFP)                            | 7,581      | 0.0        | 24,057     | 0.064    | 0        | 0          |                      |
|      | 自由社会同盟 - 民主中道 (FSU)                     | 自由社会同盟 - 民主中道 (FSU)                     | 1,864      | 0.0        | 3,166      | 0.009    | 0        | 0          |                      |
|      | 有権者団体・無所属 (Wählergruppen/Einzelbewerber) | 有権者団体・無所属 (Wählergruppen/Einzelbewerber) | 9,497      | 0.0        | -          | -        | 0        | 0          |                      |
| 合計 | 合計                                              | 合計                                              | 37,303,779 | 100.0      | 37,459,750 | 100.000  | 496      | 248        | 22                   |

- 出典：Wahl zum 7.Deutschen Bundestag am 19.November 1972(連邦選挙管理官（ドイツ語版）)
- 超過議席は無し

前述したように前回総選挙においてSPDはCDU/CSUに次ぐ第2党であったが、この選挙において戦後初めて連邦議会内での第一党の地位を確保し、第2次ブラント内閣が発足した。SPD勝利の背景として、投票率の高さ、選挙権年齢が18歳に引き下げられ、若年層の票を吸収することができたこと、そして、オーデル・ナイセ線を承認し、「一つの民族、二つの国家」の下、東ドイツを承認して緊張緩和への道筋をつけたブラント首相への個人的人気、などが挙げられる。